# 前沢浩子
前沢 浩子（1961年3月11日 -）は、日本の英文学者である。

## 来歴
新潟県柏崎市出身。1989年3月、津田塾大学大学院文学研究科博士課程英文学専攻単位取得満期退学（文学修士）。1989年5月 - 1992年3月東京医科歯科大学教養部専任講師。1992年4月 - 2005年3月東京医科歯科大学教養部 助教授。2006年4月 - 2011年3月、獨協大学外国語学部英語学科助教授。2011年4月、獨協大学外国語学部英語学科教授。2017年4月 - 2019年3月、獨協大学外国語学部英語学科長。2020年4月、同大学国際交流センター所長。2024年4月、同大学学長。